# Jan Malý (malíř)
Jan Malý, křtěný Jan František (2. června 1898 Královské Vinohrady – 12. února 1954 Praha), byl český malíř a grafik.

## Život
Narodil se na Královských Vinohradech v rodině dekoratiního malíře Václava Malého a jeho ženy Antonie Marie Horákové. Po ukončení základního vzdělání absolvoval 4 třídy na české reálce. V dalším studiu pokračoval na pražské malířské akademii, kde v letech 1915–1918 absolvoval I., II., a III ročník všeobecné školy u prof. Josefa Loukoty a Vlaho Bukovace. V letech 1918–1922 se školil ve speciální škole prof. Maxmiliána Pirnera, kde dosahoval znamenitých výsledků a ve školním roce 1920/1921 obdržel Hlávkovo studijní stipendium.
Ak. malíř Jan Malý se převážně věnoval figurálním a krajinným motivům, v jeho tvorbě převládaly náměty z Domažlicka. Do roku 1931 vystavoval svá díla s Jednotou umělců výtvarných v Praze.

## Výstavy

### Kolektivní
- 1924 XXXVII. řádná jarní výstava Jednoty umělců výtvarných v Praze se souborem prací Stanislava Lolka k jeho padesátinám, Obecní dům, Praha
- 1925 Umělecká výstava Sdružení českých umělců grafiků Hollar, Jednoty umělců výtvarných, Sdružení výtvarných umělců moravských, Květná zahrada, skleník, Kroměříž
- 1928 Československé výtvarné umění 1918 - 1928, Brno (Brno-město), Brno
- 1959/1960 Umenie XIX. storočia na Slovensku. Realistický odkaz našej výtvarnej minulosti, Krajská galéria, Košice

## Galerie

Portrét mladíka (olej na kartonu)
Zábava na ruské vesnici (Akvarel)
Poutník u skal (kresba)
Zamyšlený muž (olej na kartonu)
Sluncem zalitá krajina (olej na plátně)
Polední spánek (olej na plátně)
Dívka v kroji (olej na kartonu)
Při žních (olej na plátně)